# Alsting
Cultures é uma comuna francesa na região administrativa de Grande Leste, no departamento de Moselle. Estende-se por uma área de 5,73 km². Em 2010 a comuna tinha 178 habitantes (densidade: 31,1 hab./km²).